# Eleições legislativas portuguesas de 2019 no Estrangeiro
| Eleições legislativas portuguesas de 2019 Distritos: Aveiro \| Beja \| Braga \| Bragança \| Castelo Branco \| Coimbra \| Évora \| Faro \| Guarda \| Leiria \| Lisboa \| Portalegre \| Porto \| Santarém \| Setúbal \| Viana do Castelo \| Vila Real \| Viseu \| Açores \| Madeira \| Estrangeiro |

## Resultados por País e Continente
Os resultados nas embaixadas e consulados no Estrangeiro foram os seguintes:

### Europa

#### Alemanha
| Partido                 | Partido                              | Votos  | %               | +/-   |
| ----------------------- | ------------------------------------ | ------ | --------------- | ----- |
|                         | Partido Socialista                   | 2 552  | 26,49 / 100,00  | 4,01  |
|                         | Partido Social Democrata             | 1 751  | 18,17 / 100,00  | -     |
|                         | Bloco de Esquerda                    | 656    | 6,81 / 100,00   | 0,99  |
|                         | Pessoas–Animais–Natureza             | 556    | 5,77 / 100,00   | 4,98  |
|                         | CDS – Partido Popular                | 270    | 2,80 / 100,00   | -     |
|                         | CDU - Coligação Democrática Unitária | 262    | 2,72 / 100,00   | 3,89  |
|                         | LIVRE                                | 190    | 1,97 / 100,00   | 0,48  |
|                         | Outros (com menos de 1,00%)          | 519    | 5,38 / 100,00   |       |
| Votos Inválidos         | Votos Inválidos                      | 2 879  | 29,88 / 100,00  | 23,22 |
| Total                   | Total                                | 9 635  | 100,00 / 100,00 |       |
| Eleitorado/Participação | Eleitorado/Participação              | 78 005 | 12,35 / 100,00  | 3,72  |

#### Bélgica
| Partido                 | Partido                              | Votos  | %               |
| ----------------------- | ------------------------------------ | ------ | --------------- |
|                         | Partido Socialista                   | 1 127  | 34,14 / 100,00  |
|                         | Partido Social Democrata             | 556    | 16,98 / 100,00  |
|                         | Bloco de Esquerda                    | 302    | 9,22 / 100,00   |
|                         | Pessoas–Animais–Natureza             | 233    | 7,11 / 100,00   |
|                         | CDU - Coligação Democrática Unitária | 137    | 4,18 / 100,00   |
|                         | CDS – Partido Popular                | 125    | 3,82 / 100,00   |
|                         | LIVRE                                | 87     | 2,66 / 100,00   |
|                         | Iniciativa Liberal                   | 46     | 1,40 / 100,00   |
|                         | Partido da Terra                     | 39     | 1,19 / 100,00   |
|                         | CHEGA!                               | 33     | 1,01 / 100,00   |
|                         | Outros (com menos de 1,00%)          | 186    | 5,70 / 100,00   |
| Votos Inválidos         | Votos Inválidos                      | 404    | 12,34 / 100,00  |
| Total                   | Total                                | 3 275  | 100,00 / 100,00 |
| Eleitorado/Participação | Eleitorado/Participação              | 19 261 | 17,00 / 100,00  |

#### Espanha
| Partido                 | Partido                                         | Votos  | %               | +/-   |
| ----------------------- | ----------------------------------------------- | ------ | --------------- | ----- |
|                         | Partido Socialista                              | 1 202  | 28,89 / 100,00  | 4,43  |
|                         | Partido Social Democrata                        | 898    | 21,58 / 100,00  | -     |
|                         | Bloco de Esquerda                               | 350    | 8,41 / 100,00   | 1,77  |
|                         | CDS – Partido Popular                           | 242    | 5,82 / 100,00   | -     |
|                         | Pessoas–Animais–Natureza                        | 191    | 4,59 / 100,00   | 2,98  |
|                         | CDU - Coligação Democrática Unitária            | 147    | 3,53 / 100,00   | 6,11  |
|                         | Iniciativa Liberal                              | 88     | 2,11 / 100,00   | Novo  |
|                         | Partido Comunista dos Trabalhadores Portugueses | 54     | 1,30 / 100,00   | 0,41  |
|                         | LIVRE                                           | 50     | 1,20 / 100,00   | 2,01  |
|                         | Outros (com menos de 1,00%)                     | 226    | 5,44 / 100,00   |       |
| Votos Inválidos         | Votos Inválidos                                 | 713    | 17,14 / 100,00  | 16,24 |
| Total                   | Total                                           | 4 161  | 100,00 / 100,00 |       |
| Eleitorado/Participação | Eleitorado/Participação                         | 38 582 | 10,78 / 100,00  | 0,54  |

#### França
| Partido                 | Partido                                         | Votos   | %               | +/-   |
| ----------------------- | ----------------------------------------------- | ------- | --------------- | ----- |
|                         | Partido Socialista                              | 13 028  | 30,62 / 100,00  | 3,62  |
|                         | Partido Social Democrata                        | 7 557   | 17,76 / 100,00  | -     |
|                         | Pessoas–Animais–Natureza                        | 1 968   | 4,63 / 100,00   | 3,93  |
|                         | Bloco de Esquerda                               | 1 658   | 3,90 / 100,00   | 0,10  |
|                         | CDS – Partido Popular                           | 940     | 2,21 / 100,00   | -     |
|                         | CDU - Coligação Democrática Unitária            | 779     | 1,83 / 100,00   | 1,95  |
|                         | Partido da Terra                                | 610     | 1,43 / 100,00   | 0,82  |
|                         | Partido Comunista dos Trabalhadores Portugueses | 530     | 1,25 / 100,00   | 0,36  |
|                         | Partido Democrático Republicano                 | 452     | 1,06 / 100,00   | 0,09  |
|                         | Outros (com menos de 1,00%)                     | 2 624   | 6,18 / 100,00   |       |
| Votos Inválidos         | Votos Inválidos                                 | 12 399  | 29,14 / 100,00  | 13,95 |
| Total                   | Total                                           | 42 545  | 100,00 / 100,00 |       |
| Eleitorado/Participação | Eleitorado/Participação                         | 402 738 | 10,56 / 100,00  | 3,74  |

#### Holanda
| Partido                 | Partido                              | Votos  | %               |
| ----------------------- | ------------------------------------ | ------ | --------------- |
|                         | Partido Socialista                   | 350    | 22,15 / 100,00  |
|                         | Partido Social Democrata             | 229    | 14,49 / 100,00  |
|                         | Bloco de Esquerda                    | 153    | 9,68 / 100,00   |
|                         | Pessoas–Animais–Natureza             | 138    | 8,73 / 100,00   |
|                         | LIVRE                                | 58     | 3,67 / 100,00   |
|                         | Iniciativa Liberal                   | 56     | 3,54 / 100,00   |
|                         | CDU - Coligação Democrática Unitária | 45     | 2,85 / 100,00   |
|                         | CDS – Partido Popular                | 41     | 2,59 / 100,00   |
|                         | CHEGA!                               | 17     | 1,08 / 100,00   |
|                         | Outros (com menos de 1,00%)          | 72     | 4,55 / 100,00   |
| Votos Inválidos         | Votos Inválidos                      | 421    | 26,65 / 100,00  |
| Total                   | Total                                | 1 580  | 100,00 / 100,00 |
| Eleitorado/Participação | Eleitorado/Participação              | 12 278 | 12,87 / 100,00  |

#### Luxemburgo
| Partido                 | Partido                                         | Votos  | %               |
| ----------------------- | ----------------------------------------------- | ------ | --------------- |
|                         | Partido Socialista                              | 2 062  | 26,75 / 100,00  |
|                         | Partido Social Democrata                        | 1 501  | 19,48 / 100,00  |
|                         | Pessoas–Animais–Natureza                        | 415    | 5,38 / 100,00   |
|                         | Bloco de Esquerda                               | 406    | 5,27 / 100,00   |
|                         | CDS – Partido Popular                           | 307    | 3,98 / 100,00   |
|                         | CDU - Coligação Democrática Unitária            | 181    | 2,35 / 100,00   |
|                         | Partido Comunista dos Trabalhadores Portugueses | 82     | 1,06 / 100,00   |
|                         | Outros (com menos de 1,00%)                     | 524    | 6,80 / 100,00   |
| Votos Inválidos         | Votos Inválidos                                 | 2 229  | 28,92 / 100,00  |
| Total                   | Total                                           | 7 707  | 100,00 / 100,00 |
| Eleitorado/Participação | Eleitorado/Participação                         | 47 026 | 16,39 / 100,00  |

#### Reino Unido
| Partido                 | Partido                                         | Votos   | %               |
| ----------------------- | ----------------------------------------------- | ------- | --------------- |
|                         | Partido Socialista                              | 4 479   | 31,37 / 100,00  |
|                         | Partido Social Democrata                        | 2 740   | 19,19 / 100,00  |
|                         | Bloco de Esquerda                               | 844     | 5,91 / 100,00   |
|                         | Pessoas–Animais–Natureza                        | 703     | 4,92 / 100,00   |
|                         | CDU - Coligação Democrática Unitária            | 384     | 2,69 / 100,00   |
|                         | CDS – Partido Popular                           | 374     | 2,62 / 100,00   |
|                         | Partido Comunista dos Trabalhadores Portugueses | 255     | 1,79 / 100,00   |
|                         | LIVRE                                           | 236     | 1,65 / 100,00   |
|                         | Iniciativa Liberal                              | 232     | 1,62 / 100,00   |
|                         | Partido Democrático Republicano                 | 184     | 1,29 / 100,00   |
|                         | Outros (com menos de 1,00%)                     | 1 053   | 7,38 / 100,00   |
| Votos Inválidos         | Votos Inválidos                                 | 2 796   | 19,58 / 100,00  |
| Total                   | Total                                           | 14 280  | 100,00 / 100,00 |
| Eleitorado/Participação | Eleitorado/Participação                         | 125 495 | 11,38 / 100,00  |

#### Suíça
| Partido                 | Partido                                         | Votos   | %               | +/-  |
| ----------------------- | ----------------------------------------------- | ------- | --------------- | ---- |
|                         | Partido Socialista                              | 5 803   | 27,03 / 100,00  | 3,70 |
|                         | Partido Social Democrata                        | 4 457   | 20,76 / 100,00  | -    |
|                         | Bloco de Esquerda                               | 1 390   | 6,48 / 100,00   | 0,02 |
|                         | Pessoas–Animais–Natureza                        | 854     | 3,98 / 100,00   | 3,18 |
|                         | CDS – Partido Popular                           | 776     | 3,61 / 100,00   | -    |
|                         | CDU - Coligação Democrática Unitária            | 643     | 3,00 / 100,00   | 4,45 |
|                         | CHEGA!                                          | 263     | 1,23 / 100,00   | Novo |
|                         | Partido Comunista dos Trabalhadores Portugueses | 218     | 1,02 / 100,00   | 0,41 |
|                         | Outros (com menos de 1,00%)                     | 1 246   | 5,81 / 100,00   |      |
| Votos Inválidos         | Votos Inválidos                                 | 5 817   | 27,10 / 100,00  | 8,44 |
| Total                   | Total                                           | 21 467  | 100,00 / 100,00 |      |
| Eleitorado/Participação | Eleitorado/Participação                         | 146 795 | 14,62 / 100,00  | 7,82 |

#### Restantes países da Europa
| Partido                 | Partido                              | Votos  | %               | +/-   |
| ----------------------- | ------------------------------------ | ------ | --------------- | ----- |
|                         | Partido Socialista                   | 759    | 23,22 / 100,00  | 3,43  |
|                         | Partido Social Democrata             | 565    | 17,28 / 100,00  | -     |
|                         | Bloco de Esquerda                    | 347    | 10,61 / 100,00  | 2,51  |
|                         | Pessoas–Animais–Natureza             | 238    | 7,28 / 100,00   | 5,79  |
|                         | CDU - Coligação Democrática Unitária | 134    | 4,10 / 100,00   | 3,73  |
|                         | CDS – Partido Popular                | 104    | 3,18 / 100,00   | -     |
|                         | Iniciativa Liberal                   | 104    | 3,18 / 100,00   | Novo  |
|                         | LIVRE                                | 93     | 2,84 / 100,00   | 0,92  |
|                         | Outros (com menos de 1,00%)          | 212    | 6,48 / 100,00   |       |
| Votos Inválidos         | Votos Inválidos                      | 713    | 21,81 / 100,00  | 11,34 |
| Total                   | Total                                | 3 269  | 100,00 / 100,00 |       |
| Eleitorado/Participação | Eleitorado/Participação              | 25 410 | 12,87 / 100,00  | 17,98 |

### Fora da Europa

#### África
| Partido                 | Partido                              | Votos  | %               | +/-   |
| ----------------------- | ------------------------------------ | ------ | --------------- | ----- |
|                         | Partido Socialista                   | 622    | 37,83 / 100,00  | 11,40 |
|                         | Partido Social Democrata             | 614    | 37,35 / 100,00  | -     |
|                         | Bloco de Esquerda                    | 85     | 5,17 / 100,00   | 2,47  |
|                         | CDS – Partido Popular                | 80     | 4,87 / 100,00   | -     |
|                         | Iniciativa Liberal                   | 42     | 2,55 / 100,00   | Novo  |
|                         | CDU - Coligação Democrática Unitária | 41     | 2,49 / 100,00   | 0,51  |
|                         | Pessoas–Animais–Natureza             | 36     | 2,19 / 100,00   | 2,04  |
|                         | Outros (com menos de 1,00%)          | 85     | 5,17 / 100,00   |       |
| Votos Inválidos         | Votos Inválidos                      | 39     | 2,37 / 100,00   | 1,77  |
| Total                   | Total                                | 1 644  | 100,00 / 100,00 |       |
| Eleitorado/Participação | Eleitorado/Participação              | 66 855 | 2,46 / 100,00   | 4,45  |

#### Brasil
| Partido                 | Partido                         | Votos   | %               | +/-  |
| ----------------------- | ------------------------------- | ------- | --------------- | ---- |
|                         | Partido Social Democrata        | 10 487  | 33,44 / 100,00  | -    |
|                         | Partido Socialista              | 5 552   | 17,70 / 100,00  | 8,26 |
|                         | Pessoas–Animais–Natureza        | 1 875   | 5,98 / 100,00   | 2,64 |
|                         | Partido Democrático Republicano | 1 531   | 4,88 / 100,00   | 0,94 |
|                         | CDS – Partido Popular           | 1 496   | 4,77 / 100,00   | -    |
|                         | Iniciativa Liberal              | 1 074   | 3,42 / 100,00   | Novo |
|                         | Partido Nacional Renovador      | 970     | 3,09 / 100,00   | 2,06 |
|                         | Bloco de Esquerda               | 859     | 2,74 / 100,00   | 1,34 |
|                         | Aliança                         | 486     | 1,55 / 100,00   | Novo |
|                         | CHEGA!                          | 358     | 1,14 / 100,00   | Novo |
|                         | Nós, Cidadãos!                  | 333     | 1,06 / 100,00   | 0,15 |
|                         | Outros (com menos de 1,00%)     | 1 914   | 6,11 / 100,00   |      |
| Votos Inválidos         | Votos Inválidos                 | 4 429   | 14,13 / 100,00  | 5,07 |
| Total                   | Total                           | 31 364  | 100,00 / 100,00 |      |
| Eleitorado/Participação | Eleitorado/Participação         | 220 610 | 14,22 / 100,00  | 7,47 |

#### Canadá
| Partido                 | Partido                     | Votos  | %               | +/-  |
| ----------------------- | --------------------------- | ------ | --------------- | ---- |
|                         | Partido Social Democrata    | 1 652  | 30,15 / 100,00  | -    |
|                         | Partido Socialista          | 1 326  | 24,20 / 100,00  | 9,87 |
|                         | CDS – Partido Popular       | 153    | 2,79 / 100,00   | -    |
|                         | Bloco de Esquerda           | 129    | 2,35 / 100,00   | 0,68 |
|                         | Pessoas–Animais–Natureza    | 58     | 1,06 / 100,00   | 0,94 |
|                         | Outros (com menos de 1,00%) | 254    | 4,65 / 100,00   |      |
| Votos Inválidos         | Votos Inválidos             | 1 907  | 34,81 / 100,00  | 3,68 |
| Total                   | Total                       | 5 479  | 100,00 / 100,00 |      |
| Eleitorado/Participação | Eleitorado/Participação     | 55 282 | 9,91 / 100,00   | 4,34 |

#### Restantes países da América
| Partido                 | Partido                         | Votos   | %               | +/-   |
| ----------------------- | ------------------------------- | ------- | --------------- | ----- |
|                         | Partido Social Democrata        | 2 676   | 40,02 / 100,00  | -     |
|                         | Partido Socialista              | 1 639   | 24,51 / 100,00  | 13,27 |
|                         | CDS – Partido Popular           | 251     | 3,75 / 100,00   | -     |
|                         | Bloco de Esquerda               | 180     | 2,69 / 100,00   | 2,24  |
|                         | Pessoas–Animais–Natureza        | 179     | 2,68 / 100,00   | 1,33  |
|                         | Partido Democrático Republicano | 142     | 2,12 / 100,00   | 1,70  |
|                         | Aliança                         | 69      | 1,03 / 100,00   | Novo  |
|                         | Outros (com menos de 1,00%)     | 432     | 6,45 / 100,00   |       |
| Votos Inválidos         | Votos Inválidos                 | 1 118   | 16,72 / 100,00  | 2,34  |
| Total                   | Total                           | 6 686   | 100,00 / 100,00 |       |
| Eleitorado/Participação | Eleitorado/Participação         | 118 396 | 5,65 / 100,00   | 3,34  |

#### China
| Partido                 | Partido                                         | Votos  | %               | +/-   |
| ----------------------- | ----------------------------------------------- | ------ | --------------- | ----- |
|                         | Partido Social Democrata                        | 1 138  | 32,89 / 100,00  | -     |
|                         | Partido Socialista                              | 598    | 17,28 / 100,00  | 14,16 |
|                         | Pessoas–Animais–Natureza                        | 160    | 4,62 / 100,00   | 4,33  |
|                         | CDS – Partido Popular                           | 118    | 3,41 / 100,00   | -     |
|                         | Bloco de Esquerda                               | 108    | 3,12 / 100,00   | 2,16  |
|                         | Nós, Cidadãos!                                  | 79     | 2,28 / 100,00   | 79,11 |
|                         | CDU - Coligação Democrática Unitária            | 48     | 1,39 / 100,00   | 0,52  |
|                         | Iniciativa Liberal                              | 44     | 1,27 / 100,00   | Novo  |
|                         | Partido Comunista dos Trabalhadores Portugueses | 39     | 1,13 / 100,00   | 1,10  |
|                         | LIVRE                                           | 38     | 1,10 / 100,00   | 0,55  |
|                         | Outros (com menos de 1,00%)                     | 228    | 6,58 / 100,00   |       |
| Votos Inválidos         | Votos Inválidos                                 | 862    | 24,91 / 100,00  | 19,83 |
| Total                   | Total                                           | 3 460  | 100,00 / 100,00 |       |
| Eleitorado/Participação | Eleitorado/Participação                         | 65 698 | 5,27 / 100,00   | 32,24 |

#### Restantes países da Ásia e Oceânia
| Partido                 | Partido                              | Votos  | %               | +/-   |
| ----------------------- | ------------------------------------ | ------ | --------------- | ----- |
|                         | Partido Socialista                   | 426    | 25,06 / 100,00  | 5,18  |
|                         | Partido Social Democrata             | 239    | 14,06 / 100,00  | -     |
|                         | Pessoas–Animais–Natureza             | 49     | 2,88 / 100,00   | 1,31  |
|                         | Bloco de Esquerda                    | 43     | 2,53 / 100,00   | 1,01  |
|                         | CDS – Partido Popular                | 43     | 2,53 / 100,00   | -     |
|                         | Iniciativa Liberal                   | 36     | 2,12 / 100,00   | Novo  |
|                         | CDU - Coligação Democrática Unitária | 28     | 1,65 / 100,00   | 4,06  |
|                         | Partido Democrático Republicano      | 21     | 1,24 / 100,00   | 0,14  |
|                         | Partido Trabalhista Português        | 20     | 1,18 / 100,00   | -     |
|                         | Outros (com menos de 1,00%)          | 96     | 5,65 / 100,00   |       |
| Votos Inválidos         | Votos Inválidos                      | 699    | 41,12 / 100,00  | 19,66 |
| Total                   | Total                                | 1 700  | 100,00 / 100,00 |       |
| Eleitorado/Participação | Eleitorado/Participação              | 44 323 | 3,84 / 100,00   | 9,78  |